# Dictyosporium elegans
Dictyosporium elegans är en svampart som beskrevs av Corda 1836. Dictyosporium elegans ingår i släktet Dictyosporium, ordningen Pleosporales, klassen Dothideomycetes, divisionen sporsäcksvampar och riket svampar.   Inga underarter finns listade i Catalogue of Life.